# ديف فوستر
كان ديف فوستر (بالإنجليزية: Dave Foster)‏ موسيقي أمريكي وهو عازف الطبول الثالث في فرقة الروك الأمريكية نيرفانا. تم طرده بعد عزفه في عدة حفلات للفرقة، وذلك في الغالب لعم قدرته لحضور التدريب بانتظام. عاش فوستر على بعد ساعات من عازف الإيتار والمغني كيرت كوبين وعازف غيتار البيس كريست نوفوسيلك في أبردين، واشنطن، الامر الذي تطلب من الرجلان أن يقلوا فوستر ويحضروه لمكان تدرب الفرقة في تاكوما. وحسب رواية كوباين، مما جعل ممارسات ونشاطات الفرقة معقدة.